# (328563) Mosplanetarium
(328563) Mosplanetarium est un astéroïde de la ceinture principale aréocroiseur.
Son nom fait référence au planétarium de Moscou.

## Description
(328563) Mosplanetarium est un astéroïde aréocroiseur. Il présente une orbite caractérisée par un demi-grand axe de 2,42 UA, une excentricité de 0,32 et une inclinaison de 8,4° par rapport à l'écliptique.

## Compléments